# Parafia Wszystkich Świętych w Kretkowie
Parafia Wszystkich Świętych w Kretkowie to jedna ze starszych parafii na Ziemi Jarocińskiej. Posiadała akt erygujący, na który powoływał się proboszcz Stanisław w roku 1430. Kościół założyli i uposażyli właściciele tych ziem – ród Wczelów, którzy później przyjęli nazwisko Kretkowskich.
W 1397 roku wspólnocie parafialnej przewodniczył proboszcz Stanisław Wrzeszczewicz, a w roku 1429 Świętosław. W roku 1430 widnieje imię proboszcza Stanisława, który to zawezwał przed sąd konsystorski w Gnieźnie Mikołaja z Kamienia, który nie płacił dziesięciny w wysokości czterech grzywien. Proboszcz powoływał się na akt erekcyjny. Od 1449 do 1456 roku duszpasterzem był Świętosław z Kościelca, a znów po nim proboszcz o imieniu Stanisław.
Pierwszy kościół parafialny w Kretkowie musiał istnieć już w XIV w. Świątynia poświęcona była Wszystkim Świętym. Kościół był zbudowany z drewna, miał niewielkie rozmiary. Świątynia była położona na terenie podmokłym, w miejscu zwanym Zimna Woda, które znajdowało się przy starym trakcie wiodącym z Żerkowa do Kretkowa, jednak ze względu na słaby stan budowli został rozebrany w połowie XVII w. i zastąpiony nowa świątynią. Budowę nowego kościoła zakończono w 1687 postawiono ją z drewna na nowym miejscu, z drugiej strony dworu. Obecnie stoi tam murowany kościół. Miejsce, na którym postawiono nowy budynek, było położone wyżej niż miejsce, na którym stał stary kościół. Teren ten był bardziej suchy. Kościół był większy od pierwszego, gdyż miał trzy ołtarze.
Obecny, trzeci już kościół w Kretkowie powstał w roku 1802 r.
W wyniku pożaru, do którego doszło 13 maja 2011 roku, spłonęło prezbiterium kościoła parafialnego w Kretkowie. Zniszczenia objęły dwa obrazy ołtarz z XVII w. i podłogę. Proboszczowi udało się natomiast uratować Najświętszy Sakrament. 14 kwietnia 2012 w obecności biskupa kaliskiego Stanisława Napierały, poświęcono i oddano do użytku wyremontowany kościół. W 1985r. kościół został wpisany do rejestru zabytków pod nr. rej. 453/A z16.07.1985 r.)

## Sanktuarium Maryjne w Kretkowie
Nie jest znane nazwisko artysty, który namalował obraz umiejscowiony obecnie w głównym ołtarzu. Obraz przedstawia Matkę Bożą o twarzy jasnej i rozpromienionej. Na głowie ma koronę. Na lewym kolanie Madonny stoi dziecię Jezus, dotykające lewa ręką winogrona, W prawej ręce, dotykającej ust, Jezus ma jedno grono, które zjada.
Do roku 1957 obraz był w bocznym ołtarzu i to właśnie tam było najwięcej błogosławionych małżeństw. Od tamtego momentu obraz stał obrazem Matki Boskiej Patronki Małżeństw.